# Guy Beckers
Pour les articles homonymes, voir Beckers.
Guy, Paul, André, chevalier Beckers, né le 25 juillet 1924 à Saint-Gilles et mort le 4 juillet 2020, est un administrateur de sociétés belge.

## Biographie
Il devint ingénieur commercial de l'Institut Solvay. Il fut volontaire de guerre et résistant pendant la Seconde guerre mondiale. En 1948 il épousa Denise Vieujant, dont le grand-père, beau-frère des frères Delhaize, fut un des fondateurs de la société Delhaize Le Lion. Les époux Beckers eurent six enfants, dont Pierre-Olivier Beckers.
Beckers parcourut une carrière au sein de la société d'origine familiale qui se développa à tel point qu'elle devint une multinationale, cotée en bourse. Il en fut successivement l'administrateur délégué et le président du conseil d'administration.
Parmi ses autres activités sont à noter la présidence de Generali Belgium et de plusieurs associations patronales: l'Association belge des entreprises d'alimentation à succursales, l'Union des entreprises de Bruxelles, le Groupement européen des entreprises de distribution intégrée et la Fédération des entreprises de distribution.
Il fut également administrateur de Fabricom et de la Banque de Paris et des Pays-Bas.
En souvenir de leur fils Claude Beckers (1952-1977) les époux Beckers ont fondé une Association Claude Beckers, qui a pour but de venir en aide à des enfants en détresse. Claude Beckers était sergeant-pilote à la base aérienne de Brustem et mourut à la suite d'un accident, survenu près de Hannut, à bord de l'avion qu'il pilotait.

## Distinctions
- Commandeur de l'ordre de Léopold II
- Officier de l'ordre de la Couronne

Beckers est détenteur de nombreuses distinctions honorifiques, liées soit à ses activités au cours de la guerre, soit en tant que chef d'entreprise.
En 1996 il a été admis dans les rangs de la noblesse belge héréditaire, avec le titre personnel de chevalier. Il a choisi comme devise: Cum Deo ad homines.